# Lijst van Letse rampen

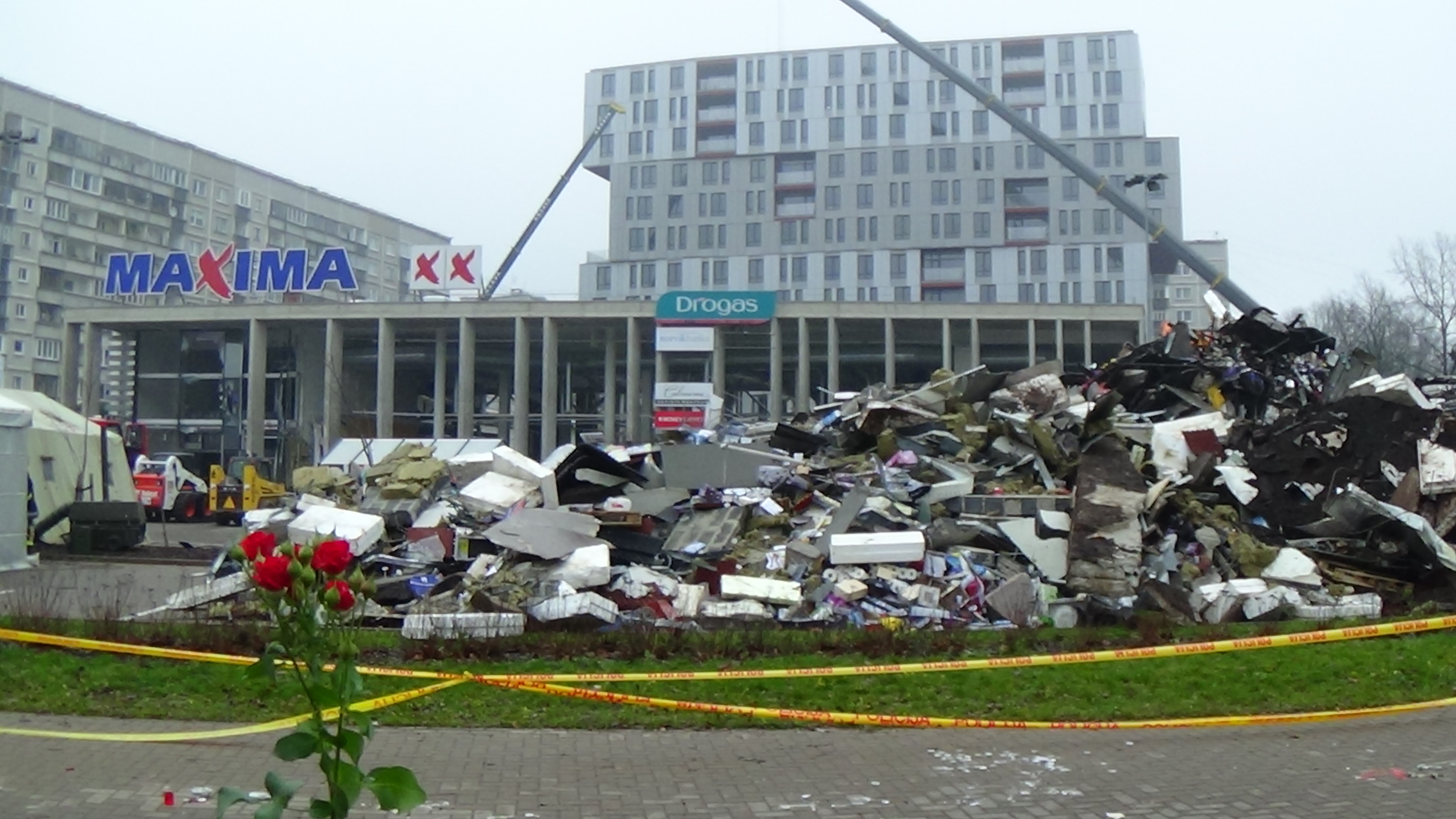
De ingestorte Maximasupermarkt op 21 november 2013.

Dit is een lijst met rampen op het grondgebied van Letland. In deze lijst zijn alleen gebeurtenissen opgenomen waarbij vijf of meer doden zijn gevallen waarbij geen verwantschap tussen de doden bestond en gebeurtenissen waarbij er sprake is van een zeer groot effectgebied.

## Voor 1900
- 1625
  - 21 september – Maar liefst 10 Zweedse oorlogsschepen zinken tijdens een zware storm in de bocht van Riga bij Domesnäs. Hierbij verdrinken 630 zeelieden.[1]
- 1805
  - 1 oktober – Twaalf Russische transportschepen met kozakken vergaan op de Koerlandse kust, waarvan zeven in de buurt van Windau (Tegenwoordig: Ventspils). Hierbij verdrinken in totaal circa 1200 opvarenden.[2]
  - 23 september – Hevige storm veroorzaakt vissersramp tussen Palangen en Libau (Liepāja). Hierbij komen circa 120 vissers om het leven.[3]
- 1883
  - 22 januari – Acht redders uit Windau, op weg naar het Nederlandse schip Voorwaarts komen vast te zitten in het ijs en komen om.[4]

## 20e eeuw

### 1900-1909
- 1909
  - 26 november – Tijdens een zware sneeuwstorm vergaan bij Windau (tegenwoordig: Ventspils) 18 vissersschepen, waarbij 37 vissers om het leven komen.[5]

### 1910-1919
- 1914
  - 19 november – Bombardement op Libau door Duitse slagschepen. 5 doden en 34 gewonden.[6]

### 1920-1929
- 1923
  - In dit jaar vergaan de vissersschepen RB 143 (kapt. Audrītis), de RB 7224 en de RB 7225 (kapt. Mārtiņš Laivenieks) met elk 5 opvarenden aan boord. In totaal verdrinken hierbij dus 15 vissers.[7]
- 1926
  - 9 september – De kustvaarder Neibāde vergaat in de Golf van Riga tijdens een hevige storm. Volgens bijgevoegd krantenbericht komen 110 mensen daar bij om, latere bronnen spreken over 42 doden.[2]

### 1930-1939
- 1930
  - 20 november – Het Zweedse schip Tanja zinkt voor de Letse kust. De wrakstukken spoelen aan. Bij deze ramp komen 15 personen om het leven.[8]
- 1935
  - 22 september – Op het Diinakakanaal zinkt een motorboot na een aanvaring met een brugpijler. De boot zinkt in enkele minuten. 12 opvarenden komen om het leven.[9]

### 1940-1949
- 1940
  - 7 juni –Op deze datum wordt Letland bezet door de Sovjet-Unie. Door het Molotov-Ribbentroppact komt Letland in de invloedssfeer van dit land terecht. De Tweede Wereldoorlog pakt rampzalig uit voor Letland, er vallen 227.000 burgerdoden (inclusief Joden), 11,38% van de totale bevolking. Had Letland in 1939 nog 2 miljoen inwoners, in 1945 waren daar nog 1,4 miljoen van over - een afname met 30 procent.[10]
- 1944
  - 19 september – Bombardement op Riga. In de Mazajā Nometņu (straat) komen 41 mensen om het leven.
  - 22 september – Sovjet-Russische vliegtuigen bombarderen de Moero, een schip met evacués uit Estland en Letland. Circa 655 opvarenden vinden de dood bij deze grote ramp.

### 1950-1959
- 1950
  - 13 augustus – Aan de kade van Riga kapseist de overvolle veerboot Majakovskij. Hierbij verdrinken 147 mensen.

### 1960-1969
- 1967
  - 11 juni - Vergaan van de RB 31. 5 opvarenden verdrinken.
  - 18 oktober - Een zeer zware storm richt grote schade aan huizen en gebouwen aan in de Letse Socialistische Sovjetrepubliek. Verder worden een groot deel van de Letse bossen verwoest.
  - 30 december – Een Antonov AN-24 van Aeroflot crasht bij Liepaja. Ten minste 44 personen zijn hierbij om het leven gekomen.[11]
- 1969
  - 13 maart - Vergaan van de VZT-4553 uit Pāvilosta. 24 doden.
  - 2 november - Een van de zwaarste stormen uit de geschiedenis van Letland. Vooral in de kuststrook worden zware verwoestingen aangericht. Hierbij komen circa 30 personen om het leven.

### 1970-1979
- 1979
  - 22 maart – Een Tupolev 134A stort neer bij Liepaja. 5 mensen komen hierbij om.

### 1980-1989
- 1982
  - 6 januari - Vergaan van de R-6413. 5 vissers verdrinken hierbij.
- 1984
  - 30 juli – Een touwladder van een brug naar de Krimuldasruïne breekt door. 33 mensen vallen 15 meter diep in een slotgracht. 6 doden, 9 ernstig gewonden en 16 lichtgewonden.[12]

### 1990-1999
- 1991
  - 31 juli – Bij ongeregeldheden na de onafhankelijkheidsverklaring van Letland komen 7 mensen om bij een grenspost met Wit-Rusland.
- 1997
  - 28 juni – Grote brand in het stadje Talsi. Hierbij komen 8 kinderen tussen de 5 en 16 jaar om het leven.
- 1999
  - 27 juni – Tijdens een autorally (Latvijas autokrosa čempionāta) rijdt een coureur het publiek in. Hierbij vallen 7 doden.
  - 4 december – Vergaan van het vissersvaartuig Sniegs uit Liepāja op de Oostzee. 6 doden.

## 21e eeuw

### 2000-2009
- 2005
  - 9 januari – Zware storm zet grote delen van het land onder water. Vooral Riga en de provincie Kurzemē (Koerland) worden zwaar getroffen.
- 2007
  - 23 februari – Een brand in een verzorgingshuis voor bejaarden en gehandicapten in het westen van Letland kost aan 26 bewoners het leven. De brand vindt plaats in Kuldīga, ongeveer honderd kilometer ten westen van de hoofdstad Riga.[13]
- 2008
  - 2 december – Vergaan van de Beverīna, vlak bij de haven van Liepāja. 6 doden.

### 2010-heden
- 2011
  - 16 oktober - In de stad Upmala stort een flatgebouw in na brand. De vijf doden zijn twee mannen en drie vrouwen. Onder de zeven mensen die gewond raakten, zijn twee kinderen.
- 2012
  - 1 januari - Zeven jongeren vinden de dood nadat hun auto van de weg raakte en in een rivier terechtkwam.
- 2013
  - 21 november - Het dak van een Maxima-supermarkt in de wijk Zolitūde aan de Priedainesstraat in Riga stort om 17:41 lokale tijd naar beneden. De ramp doodt 54 mensen, er zijn 41 gewonden.

## Lijst rampen buiten Letland met grote Letse betrokkenheid
- 1888
  - 21 november - De Atalanta uit Riga strandt nabij Ouddorp. Van de 14 bemanningsleden, komen er 6 om het leven.